# Стейбен (Мен)
Стейбен (англ. Steuben) — місто (англ. town) в США, в окрузі Вашингтон штату Мен. Населення — 1129 осіб (2020).

## Демографія
Згідно з переписом 2010 року, у місті мешкала 1131 особа в 474 домогосподарствах у складі 306 родин. Було 873 помешкання
Расовий склад населення:
| - 95,1 % — білих - 1,6 % — корінних американців - 0,5 % — чорних або афроамериканців - 0,1 % — азіатів - 1,2 % — осіб інших рас |

До двох чи більше рас належало 1,4 %. Частка іспаномовних становила 2,3 % від усіх жителів.
За віковим діапазоном населення розподілялося таким чином: 21,8 % — особи молодші 18 років, 63,0 % — особи у віці 18—64 років, 15,2 % — особи у віці 65 років та старші. Медіана віку мешканця становила 42,4 року. На 100 осіб жіночої статі у місті припадало 103,1 чоловіків;  на 100 жінок у віці від 18 років та старших — 101,4 чоловіків також старших 18 років.
Середній дохід на одне домашнє господарство  становив 52 998 доларів США (медіана — 39 375), а середній дохід на одну сім'ю — 63 803 долари (медіана — 55 417). Медіана доходів становила 34 464 долари для чоловіків та 27 206 доларів для жінок. За межею бідності перебувало 18,0 % осіб, у тому числі 23,9 % дітей у віці до 18 років та 4,8 % осіб у віці 65 років та старших.
Цивільне працевлаштоване населення становило 566 осіб. Основні галузі зайнятості: освіта, охорона здоров'я та соціальна допомога — 20,7 %, сільське господарство, лісництво, риболовля — 20,3 %, роздрібна торгівля — 9,5 %, виробництво — 9,5 %.